# 어도비 타입 매니저
어도비 타입 매니저(ATM, Adobe Type Manager)는 포스트스크립트 타입 1 글꼴에 사용하기 위해 어도비 시스템즈가 만들고 판매한 컴퓨터 프로그램 계열의 이름이다. 마지막 릴리스는 어도비의 FTP 기반으로 (당시) 어도비 ATM 라이트 4.1.2였다.
마이크로소프트 윈도우, 맥OS와 같은 최신 운영 체제는 포스트스크립트 글꼴을 지원하므로 어도비의 서드파티 유틸리티가 필요 없다.